# Авшен
Авше́н (вірм. Ավշեն) — село в марзі Арагацотн, на північному заході Вірменії. Село розташоване на північний захід від Апарану і на північ від Аштараку.
Під час Німецько-радянської війни з 30 езидських сімей на фронт пішов 31 чоловік, повернулися тільки двоє — поранені і покалічені. У цілому за весь період Німецько-радянської війни багато сімей втратили по двоє і по троє чоловіків, на фронтах опинилися тисячі єзидів. Вони робили подвиги при обороні Москви, Ленінграда, Сталінграда, у битвах за Кавказ і за визволення Криму, у складі військ Українських, Білоруських, Прибалтійських фронтів, у лавах народних месників в Україні. Високого звання Героя Радянського Союзу був удостоєний Саманд Алієвич Сіабандов.